# Triaenodes ochraceus
Triaenodes ochraceus là một loài Trichoptera trong họ Leptoceridae. Chúng phân bố ở miền Tân bắc.